# Jeanne Henriette Louis
Jeanne Henriette Louis, née le 8 février 1938 à Bordeaux, et morte le 6 décembre 2022 à Peujard, est une historienne française, professeur émérite de civilisation nord-américaine à l'université d'Orléans. Ses travaux concernent la guerre psychologique et le mouvement pacifiste.

## Biographie

### Thèse
En 1983, Jeanne Henriette Louis soutient sa thèse de doctorat d'État à l'université Paris-Diderot sur la guerre psychologique aux États-Unis pendant la Seconde Guerre mondiale, intitulée « Les concepts de guerre psychologique aux États-Unis de 1939 à 1943 : l'engrenage de la violence ». Elle est dès lors persuadée que les recherches sur l’Amérique coloniale ont oublié des éléments importants, et concentre ses travaux postdoctoraux sur les XVIIe et XVIIIe siècles en Amérique du Nord. 
Jeanne Henriette Louis affirme que des comparaisons entre la colonisation française des Amériques (Amérique coloniale française) et la colonisation britannique des Amériques (Amérique coloniale britannique) ont trop rarement été menées, que ce champ d'investigation est riche et prometteur.

### Carrière universitaire
Assistante dans le département d'anglais à l'université d'Orléans dès 1970, Jeanne Henriette Louis devient professeur de civilisation américaine en 1989. En 2001, elle part à la retraite comme professeur émérite.

### Thèmes de recherche
À la suite de sa thèse, Jeanne Henriette Louis s'est intéressée aux mouvements pacifistes et spécialement à la Société religieuse des Amis (quakers), aux quakers de Nantucket, à la neutralité de l'Acadie pendant les guerres franco-britanniques, ainsi qu'à la fondation de la Pennsylvanie par William Penn.

### Engagements
Active dans la Société religieuse des Amis (quakers) en France,, elle est entre autres aussi membre du comité de parrainage de la Coordination française pour la Décennie (2010).

## Publications

### Ouvrages
- Jeanne Henriette Louis, L'engrenage de la violence : la guerre psychologique aux États-Unis pendant la Deuxième Guerre mondiale, Payot, Paris, 1987, 342 p.

Version abrégée de la thèse de doctorat d'État.
- Jeanne Henriette Louis et J.O. Héron, William Penn et les quakers. Ils inventèrent le Nouveau Monde, Paris, Gallimard, coll. « Découvertes Gallimard / Histoire » (no 90), 1990, 176 p. (ISBN 2-07-053096-5)
- Jeanne Henriette Louis, La société religieuse des Amis (quakers), Turnhout, Brepols, coll. « Fils d’Abraham », 2005, 166 p. (ISBN 978-2-503-52039-1, présentation en ligne)

### Articles
- « La non-violence, une autre histoire ! », Non-violence politique (septembre 1985), p. 20-21.
- « La non-violence à la Sorbonne », Non-Violence Actualité (juillet-août 1986), p. 30.
- (en) « Liberty and nonviolence : The relevance of French Quakerism », in The Friend’s Quarterly, Vol.24 No.7 July 1987, p. 334-338.
- « Autorité spirituelle et pouvoir temporel à Philadelphie de 1751 à 1776 », Bulletin de la société d'études anglo-américaines des XVIIe et XVIIIe siècles 26 (1988), p. 95-102.[lire en ligne]
- « La Sainte Expérience de la Pennsylvanie : de la dissidence à l'orthodoxie », Confluences (Bulletin du Centre d'études des origines de la modernité dans les pays anglo-saxons, Université de Paris X) 1, (1988), p. 113-21.
- (en) « One more Act in an old play : the concepts of Liberty and Liberation in Franco-American relations in the 1940’s ». Résumé de communication à la Biennale de l’Association européenne d’études américaines, Berlin, 28-31 mars 1988.
- « La charte des Privilèges et des Libertés, clef de voûte de la révolution tranquille en Pennsylvanie de 1701 à 1776 », Rebelles dans le monde anglo-américain aux XVIIe et XVIIIe siècles. Actes du colloque tenu à Paris les 23 et 24 octobre 1987, Université de Paris III, Sorbonne nouvelle (1989), p. 133-142. [lire en ligne]
- « William Rotch, quaker américain, et les anabaptistes-mennonites de Salm, avocats de la liberté intérieure pendant la Révolution française », Revue de littérature comparée  4 (1989), p. 577-592.
- « Liberté extérieure et Liberté intérieure aux États-Unis et en France à la fin du XVIIIe siècle. Liberté, Libertés », Actes du 29e congrès de la S.A.E.S., Université Toulouse II-Le Mirail (1989), p. 79-80.
- « L’indépendance, pourquoi faire ?, Réflexions sur le texte de Ronald McCarthy », Alternatives non-violentes, 70, mars (1989), p. 1-5.
- « La pétition présentée par Jean de Marsillac et William et Benjamin Rotch à l'Assemblée nationale le 10 février 1791. L'Amérique et la France, deux révolutions », textes réunis par Elise Marienstras, publications de la Sorbonne (1990), p. 205-210. [lire en ligne]
- « Benjamin Franklin et les quakers : chassés-croisés identitaires », Frontières 4 (1992), p. 166-180.
- « Benjamin Franklin et les quakers : différences et complémentarités », Benjamin Franklin et la France. Actes du colloque organisé par le collège « Dickinson en France » à Toulouse le 22 février 1993, (sans date de publication), p. 51-62.
- « La révolution atlantique en contre-point », Confluences (Bulletin du Centre d'études des origines de la modernité dans les pays anglo-saxons, Université de Paris X) IV, 1991, p. 41-49.
- « 1755: l'année de tous les dangers pour les neutres francophones et anglophones d'Amérique du Nord », Études canadiennes 37, 1994, p. 63-73.
- « L'Acadie et Nantucket. Une histoire de neutralité », Les Amitiés acadiennes 73, 1995, p. 9-11.
- « Quakers », article de l'Encyclopédie du protestantisme, Labor et Fides, 1995, 1235.
- (en) Avant-propos et « Separation from the World as a Source of Creativity, then of Sterility, for Nantucket Quakers (18th, 19th centuries) » in Separation from the World for American Peace churches: Asset or Handicap ?, 1997, vi-viii et 7-18.
- « La France, marraine de l’Amérique, complice de la dépossession de son propre titre », Des noms et des hommes, Revue de l’association « Histoire au Présent », 45-46 (1996), p. 121-128.
- «La sainte expérience de la Pennsylvanie (1682-1756) gage de la royauté spirituelle et de la France-Amérique», dans Frank Lestringant (édit.), la France-Amérique (XVIe-XVIIIe siècle). Actes du XXXVe colloque international d’études humanistes, Paris, Honoré Champion, coll. Travaux du Centre d’études supérieures de la Renaissance de Tours. Le savoir de Mantice», 5, 1998, p. 541-551.  (ISBN 2-85203-746-7);  (ISSN 1262-2869).
- (en) « The Nantucket Quakers’ message as an alternative to Benjamin Franklin’s message to the French revolution », Quaker Studies 5/1 (2000), 9-17.
- Article dans le Florilège de la Revue française d’études américaines, 100, 2004, p. 88-89.
- « The ‘Desert’ society in Languedoc (1686-1704) as popular culture and the roots of French Quakerism », Quaker Studies, vol.9, Issue 1, 2004, 54-65.
- « Le pacifisme des quakers américains, substrat d’une promesse presque évanouie ? », Matériaux pour l’histoire de notre temps, B.D.I.C., Université de Paris X, 75, 2004, p. 86-95. [lire en ligne]
- « Les Couflaïres de la Vaunage et les quakers anglophones. Une rencontre providentielle à la fin du XVIIIe siècle », in La Vaunage au XVIIIe siècle, II, assoc. Maurice Aliger, 2005, p. 145-167.
- (en) « Forgotten sons of the American revolution », The Friend, 18 mai 2007, 16.
- « Le pacifisme en Amérique du Nord au XVIIe siècle », in Les mouvements pacifistes américains et français hier et aujourd’hui, sous la direction de Francis McCollum Feeley, Actes du colloque des 5, 6 et 7 avril 2006 à l’Université de Savoie, 2007, p. 23-30. [lire en ligne]
- « Les quakers et l’exil en Amérique du Nord au XVIIe siècle », Moreana, vol. 44, nos 171–172, 2007, p. 55-71.
- (en) « Narrative Theology : from Psychological Warfare to Peace ; My journey to/into Quakerism and nonviolence », in Quaker theology, #16 (2009), 21-27 www.quaker.org/quest

Autres activités éditoriales
Responsable de publication pour Separation from the World for American Peace Churches: Asset or Handicap ?, Actes de l'atelier organisé les 27 et 28 mars 1994 (coresponsabilité avec Louis Billington).
Direction de la collection « Nouveau Monde » aux éditions Dervy (Pierre Brodin sur les quakers en Amérique du Nord, en 1985 ; avant-propos de Sans croix, point de couronne de William Penn, traduit et annoté par Danièle Frison-Prudhomme, en 1988 ;  publication de l'Apologie de Robert Barclay, traduit et commenté par Georges Liens, réédité sous le titre La lumière intérieure source de vie en 1993).